# Polissoirs de l'APCAT
Les Polissoirs de l'APCAT constituent un monument historique de Guyane situé dans la ville de Rémire-Montjoly.
Le monument est inscrit monument historique par arrêté du 8 mars 2002 .